# 強納森·艾克利
強納森·艾克利（英語：Jonathan Ackley）是美國男性電子遊戲設計師、程式開發員。

## 經歷
最初強納森·艾克利參與的電子遊戲開發事務，是在LucasArts遊戲商1993年推出的冒險遊戲《瘋狂時代》裡擔任程式方面的撰寫。而1994年期間強納森·艾克利也額外在另間遊戲商Rocket Science Games處理一些遊戲設計的部份。之後1997年強納森·艾克利與同仁賴利·艾亨所合力創作的《猴島的詛咒》，是他首次擔任主要遊戲負責開發者、以及劇本編寫的作品。
離開LucasArts後強納森·艾克利前往華特迪士尼幻想工程就職，為華特迪士尼世界樂園裡設計娛樂設施。之後2012年強納森·艾克利則與先前在《猴島的詛咒》裡合作的同仁賴利·艾亨，一同設計園區的互動遊戲「神奇王國魔法師」（Sorcerers of the Magic Kingdom）。

## 參與作品

### 電子遊戲
- 瘋狂時代（1993年）：程式員
- 妙探闖通關 大腳之謎（1993年）：程式員
- Cadillacs and Dinosaurs: The Second Cataclysm（1994年）：合作設計師
- Loadstar: The Legend of Tully Bodine（1994年）：配音
- 極速天龍（1995年）：程式員
- 異星搜奇（1995年）：程式員
- 猴島的詛咒（1997年）：聯合專案負責人、遊戲設計、劇本

### 遊樂設施
- 神奇王國魔法師（2012年）：聯合設計師